# Canitz (Käbschütztal)

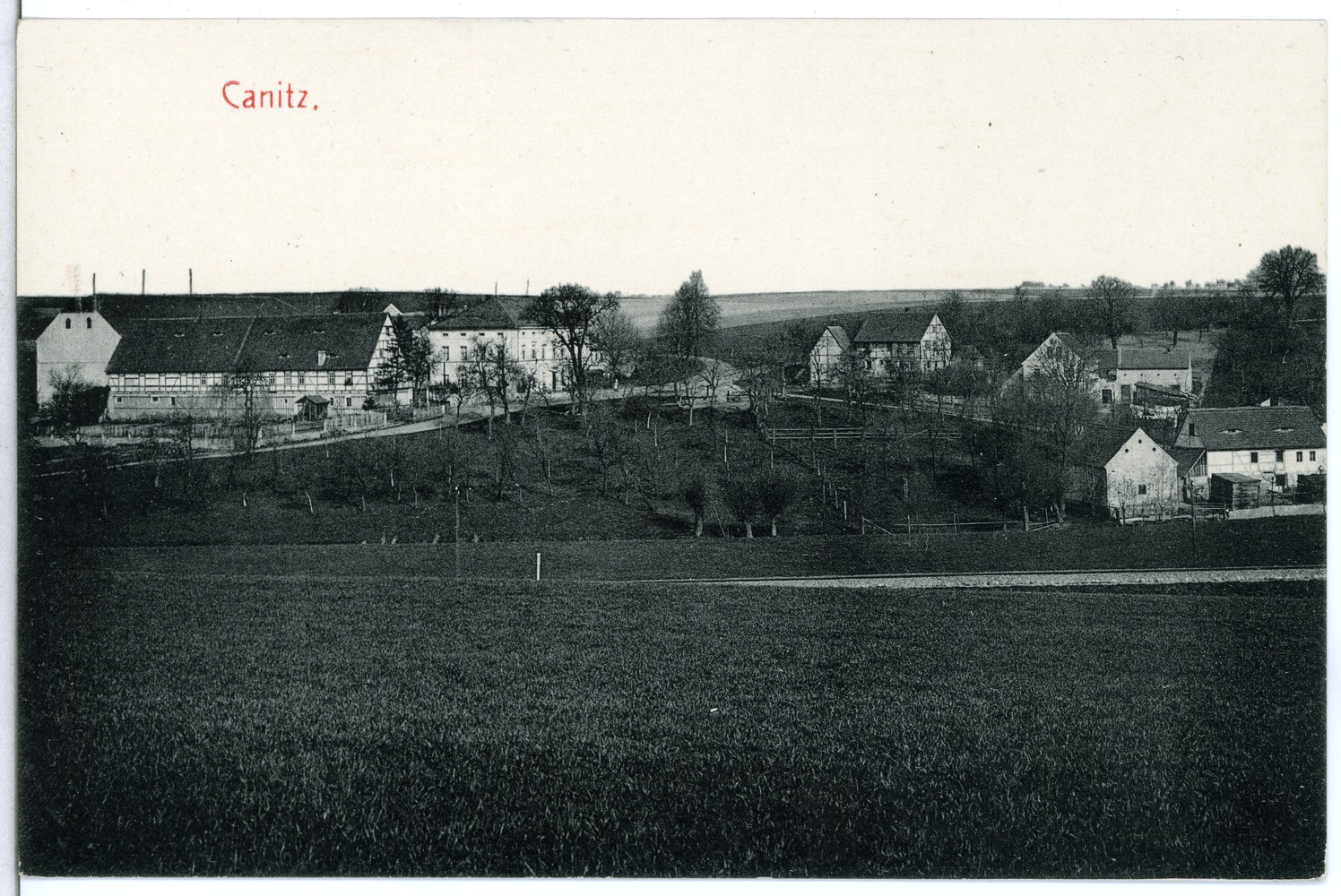
Canitz (1911)

Canitz ist ein Ortsteil der sächsischen Gemeinde Käbschütztal im Landkreis Meißen.

## Geographie
Canitz liegt südwestlich der Kreisstadt Meißen an der Straße von Löthain nach Görna. Über diese Straße ist der Ort an die Bundesstraße 101 angebunden, die über die Anschlussstelle „Nossen-Ost“ die Verbindung mit der Bundesautobahn 14 herstellt. Nachbarorte von Canitz sind im Norden Mehren, im Nordosten und Osten Löthain, im Südosten Robschütz, im Süden Luga, im Südwesten Görna und im Westen Pauschütz. Im Nordwesten schließt sich der Ort Löbschütz an. Außer dem Ort Robschütz, der zur Gemeinde Klipphausen gehört, sind alle anderen umliegenden Orte Teile von Käbschütztal.

## Geschichte
Im Jahr 1205 wurde der Ort erstmals als Konenuitz urkundlich erwähnt. Die Verwaltung des Dorfes oblag 1378 dem Castrum Meißen in der Markgrafschaft Meißen. Ab der Mitte des 16. Jahrhunderts gehörte Canitz zum Erbamt Meißen. Die Grundherrschaft übte das Rittergut Löthain aus. Von 1856 bis 1875 war der Ort zum Gerichtsamt Meißen gehörig, danach zur gleichnamigen Amtshauptmannschaft im Königreich Sachsen.
Die Gemarkung Canitz hatte 1839 eine Größe von 62 Hektar. Alle Menschen, die 1925 in Canitz lebten, waren evangelisch-lutherischer Konfession. Für die Jahre 1539 und 1840 wird angegeben, dass der Ort ins Kloster St. Afra in Meißen gepfarrt war. Ab 1900 wird Krögis als Pfarrort genannt. Canitz gehört auch heute noch zur dortigen Kirchgemeinde. Die Eigenständigkeit verlor der Ort mit der Eingemeindung nach Löthain am 1. November 1935. Nach dem Zweiten Weltkrieg wurde Canitz Teil der Sowjetischen Besatzungszone und später der DDR. Nach der Kreisreform 1952 gehörte der Ort zum Kreis Meißen im Bezirk Dresden. Als sich Jahna-Kagen und Löthain am 1. März 1974 zu Jahna-Löthain vereinigten, wurde auch Canitz Teil der neuen Gemeinde. 
Nach Wende und Wiedervereinigung gehörte der Ort zum neu gegründeten Freistaat Sachsen und verblieb im Landkreis Meißen. In der Kreisreform 1994 legte das sächsische Innenministerium fest, dass aus den Gebieten des alten Kreises Meißen und Teilen des Kreises Dresden-Land der neue Landkreis Meißen-Radebeul (ab 1997 Landkreis Meißen) gebildet wird. Im selben Jahr entstand durch den Zusammenschluss der Gemeinden Krögis, Jahna-Löthain und Planitz-Deila die neue Großgemeinde Käbschütztal mit 37 Ortsteilen.
Am 1. August 2008 fusionierten die beiden Nachbarkreise Meißen und Riesa-Großenhain im Zuge der zweiten Kreisreform in Sachsen zum dritten Landkreis Meißen.

### Entwicklung der Einwohnerzahl
| Jahr | Einwohnerzahl                          |
| ---- | -------------------------------------- |
| 1551 | 3 besessene Mann, 9 Inwohner           |
| 1764 | 3 besessene Mann, 1 Gärtner, 1 Häusler |
| 1834 | 39                                     |
| 1871 | 35                                     |
| 1890 | 32                                     |
| 1910 | 48                                     |
| 1925 | 60                                     |